# 镇东乡
镇东乡是中国黑龙江省哈尔滨市巴彦县下辖的一个乡，位于巴彦县中部。

## 行政区划
镇东乡下辖以下地区：
荣兴村、镇东村、振生村和兴利村。